# Rolando Fonseca
Rolando Fonseca Jiménez (San José, 1974. június 6. –) Costa Rica-i válogatott labdarúgó.
A Costa Rica-i válogatott történetének legeredményesebb játékosa.

## Pályafutása

### Klubcsapatban
Pályafutása során több csapatban játszott, melyek a következők voltak: Deportivo Saprissa (1991–95, 2000–01), Independiente Medellín (1995), Pachuca (1995–96), América Cali (1996–97), Alajuelense (1996–97, 2002–03, 2003–05, 2006–07), Comunicaciones (1997–2000, 2003, 2005–06, 2008–11), Reboceros de La Piedad (2001), Liberia Mía (2007–08).
A Costa Rica-i bajnokságban 271 mérkőzésen több, mint 100 gólt szerzett, mindezt két csapat: a Saprissa és az Alajuelense színeiben. A Costa Rica-i bajnokságot hat alkalommal nyerte meg csapataival: 1993–94, 1994–95 (Saprissa), 1996–97, 2001–02, 2002–03, 2004–05 (Alajuelense). Az Alajuelensevel két UNCAF-klubcsapatok kupáját is nyert. A Comunicaciones játékosaként nyolc alkalommal nyerték meg a guatemalai bajnokságot. A CONCACAF-bajnokok kupájának serlegét három különböző csapattal sikerült elhódítania: 1995 (Saprissa), 2002 (Pachuca), 2004 (Alajuelense).

### A válogatottban
1992 és 2011 között 113 alkalommal szerepelt a Costa Rica-i válogatottban és 47 gólt szerzett. Bemutatkozására 1992 május 27-én került sor egy Ecuador elleni barátságos mérkőzésen. Első gólját Panama ellen szerezte 1993. március 9-én az 1993-as UNCAF-nemzetek kupáján. 1997. április 23-án mesterhármast ért el Honduras ellen az 1997-es UNCAF-nemzetek kupáján. 1999-ben 8, 2000-ben 6, 2001-ben 12 gólt szerzett a nemzeti csapatban, ezzel a sorozattal a válogatott történetének legeredményesebb játékosa lett és nem kis érdeme volt abban, hogy Costa Rica a vb-selejtező csoportot megnyerve első helyen jutott ki a 2002-es világbajnokságra.
A 2003-as CONCACAF-aranykupán két gólt lőtt az Egyesült Államoknak. Ezt követően azonban jóval kevesebb alkalommal kapott játéklehetőséget. 2004-ben egy, 2005-ben pedig csak két alkalommal volt válogatott, emiatt nem is került be a 2006-os világbajnokságra készülő keretbe. 2007-ben a korábbi csapattársát Hernán Medfordot nevezték ki a szövetségi kapitányi posztra és visszatért a válogatottba. 47. gólját 2007. március 28-án szerezte Chile ellen, ez volt az utolsó gólja a válogatottban. Mindössze egy mérkőzésen lépett pályára a 2007-es CONCACAF-aranykupán. 2009 végén még visszatért, az Uruguay elleni interkontinentális pótselejtezőn 26 percet kapott Renê Simões szövetségi kapitánytól.
Utolsó mérkőzését 2011. március 26-án játszotta a válogatottban.
Részt vett a 2002-es világbajnokságon, az 1993-as, az 1995-ös, az 1997-es, az 1999-es, a 2001-es és a 2003-as UNCAF-nemzetek kupáján, a 2002-es, a 2003-as és a 2007-es CONCACAF-aranykupán, illetve az 1997-es és a 2001-es Copa Américan.

## Sikerei, díjai
Deportivo Saprissa
- Costa Rica-i bajnok (2): 1993–94, 1994–95
- CONCACAF-bajnokok kupája (1): 1995

Alajuelense
- Costa Rica-i bajnok (4): 1996–97, 2001–02, 2002–03, 2004–05
- CONCACAF-bajnokok kupája (1): 2004
- UNCAF-klubcsapatok kupája (2): 1996, 2002

Pachuca
- Mexikói bajnok (1): Invierno 2001
- Mexikói másodosztály (1): Invierno 1997

Comunicaciones
- Guatemalai bajnok (8): 1998–99, 1999–00, 2002-2003 Apertura, 2002–03 Clausura, Apertura 2008, Apertura 2010, Clausura 2011, Apertura 2012

Costa Rica
- Copa Centroamericana (3): 1997, 1999, 2003
- CONCACAF-aranykupa döntős (1): 2002

## Külső hivatkozások
- Rolando Fonseca – a FIFA adatbázisában
- Rolando Fonseca adatlapja a National-Football-Teams.com oldalon (angolul)

- Rolando Fonseca (angol nyelven). FootballDatabase.eu